# Sportvereinigung Vorwärts-Rasensport Gleiwitz
Il Sportvereinigung Vorwärts-Rasensport Gleiwitz, meglio conosciuto come Vorwärts Gleiwitz, è stata una società di calcio tedesca, con sede a Gleiwitz.

## Storia

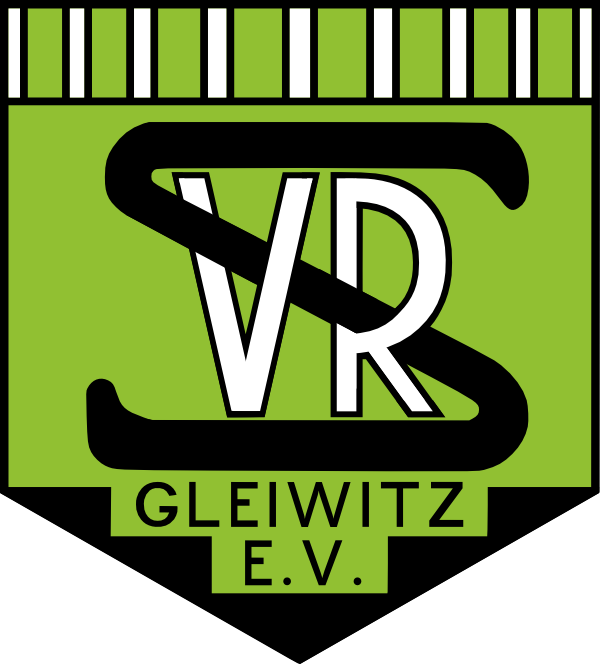
Stemma alternativo del Vorwärts-Rasensport Gleiwitz.

Il club nacque nel 1926 dalla fusione del Sport-Club Vorwärts Gleiwitz con il Rasensportverein Gleiwitz, imponendosi ben presto tra le più importanti squadre dell'area slesiana.
Come vice-campione della propria area, la squadra riuscì ad accedere alla fase nazionale del campionato tedesco nella Verbandsliga 1932-1933, venendo però travolta per 9 a 0 negli ottavi di finale dai renani del Fortuna Düsseldorf. 
Torna a disputare al fase nazionale del campionato tedesco nella stagione 1934-1935 dopo aver vinto il campionato slesiano, non riuscendo a superare la fase a gironi del torneo.

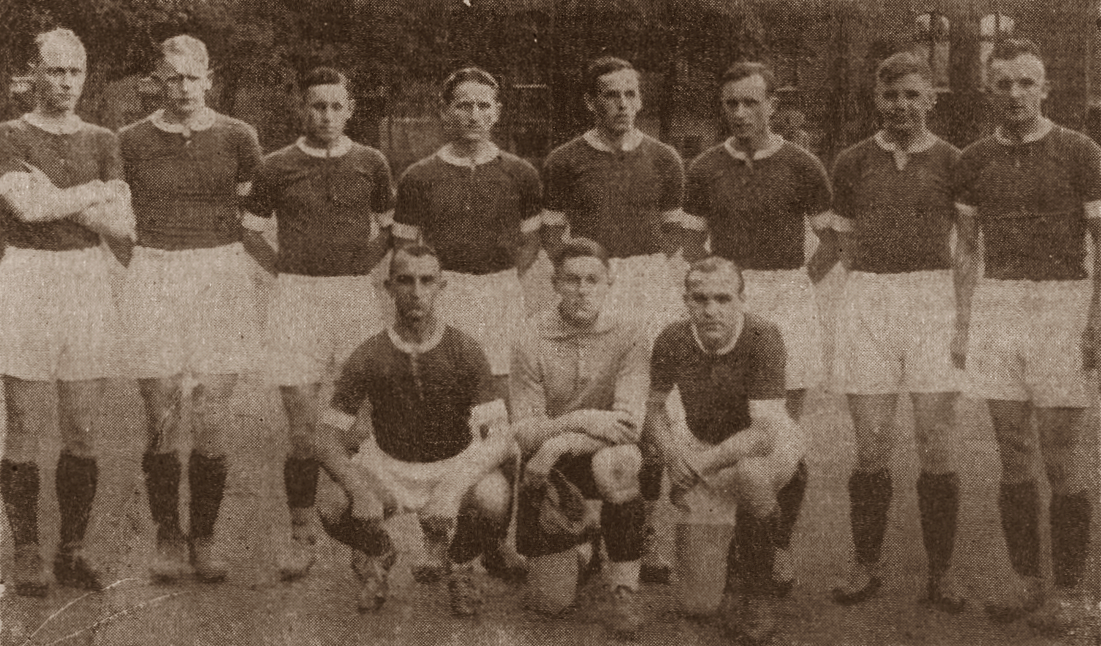
Formazione della stagione 1935-1936.

Nella stagione seguente, a seguito del nuovo successo in Slesia, torna a giocare il torneo nazionale, imponendosi nel proprio girone, ma venendo eliminato in semifinale dal Fortuna Düsseldorf.
Due campionati dopo, nella Gauliga 1937-1938, il club slesiano torna a giocare nella fase nazionale del torneo, non riuscendo però questa volta a superare la fase a gironi. Simile risultato venne ottenuto nelle due stagioni seguenti, la Gauliga 1938-1939 e 1939-1940.
Nella Gauliga 1940-1941 vince invece il sub-girone 1a, venendo però eliminato nella finale del Gruppo 1, persa contro i sassoni del Dresdner SC. Nel 1941 la squadra raggiunge il miglior piazzamento mai ottenuto nella Tschammerpokal, ovvero il raggiungimento del terzo turno, da cui furono eliminati dall'Austria Vienna.
A causa della sconfitta tedesca nella seconda guerra mondiale la Slesia e la stessa città di Gleiwitz passarono nel 1945 alla Polonia e, come la maggior parte di tutte le società tedesche, la squadra venne sciolta e non più ricostituita.

## Strutture

### Stadio
Il Vorwärts Gleiwitz giocava le sue partite al Jahnstadion, inaugurato nel 1926.